# Pallavolo ai XXVII Giochi del Sud-est asiatico - Torneo femminile
Il torneo femminile di pallavolo ai XXVII Giochi del Sud-est asiatico si è svolta dal 13 al 21 dicembre 2013 a Naypyidaw, in Birmania, durante i XXVII Giochi del Sud-est asiatico: al torneo hanno partecipato cinque squadre nazionali del Sud-est asiatico e la vittoria finale è andata per l'undicesima volta, la nona consecutiva, alla Thailandia.

## Impianti
|                                                                                   |  |  |
|                                                                                   |  |  |
| Palazzetto dello Sport Zayarthiri Città: Naypyidaw Capienza: - Anno d'apertura: - |  |  |

## Regolamento

### Formula
Le squadre hanno disputato una prima fase con formula del girone all'italiana; al termine della prima fase:
- Le prime due classificate hanno acceduto alla finale per il primo posto.
- Le terza e la quarta classificata hanno acceduto alla finale per il terzo posto.

### Criteri di classifica
Se il risultato finale è stato di 3-0 o 3-1 sono stati assegnati 3 punti alla squadra vincente e 0 a quella sconfitta, se il risultato finale è stato di 3-2 sono stati assegnati 2 punti alla squadra vincente e 1 a quella sconfitta.
L'ordine del posizionamento in classifica è stato definito in base a:
- Punti;
- Ratio dei set vinti/persi;
- Ratio dei punti realizzati/subiti.

## Squadre partecipanti
| Squadra    | Qualificazione      | Ultima partecipazione |
| ---------- | ------------------- | --------------------- |
| Birmania   | Paese organizzatore | Palembang 2011        |
| Indonesia  | -                   | Palembang 2011        |
| Malaysia   | -                   | ?                     |
| Thailandia | -                   | Palembang 2011        |
| Vietnam    | -                   | Palembang 2011        |

## Torneo

### Prima fase

#### Risultati
| 13 dicembre 2013 Palazzetto dello Sport Zayarthiri, Naypyidaw Durata: ? - Spettatori: ? | Birmania   | 3 - 0 | Malaysia   | 25-17, 25-17, 25-22        |
| 14 dicembre 2013 Palazzetto dello Sport Zayarthiri, Naypyidaw Durata: ? - Spettatori: ? | Thailandia | 3 - 0 | Malaysia   | 25-12, 25-9, 25-9          |
| 14 dicembre 2013 Palazzetto dello Sport Zayarthiri, Naypyidaw Durata: ? - Spettatori: ? | Vietnam    | 3 - 0 | Birmania   | 25-14, 25-9, 25-14         |
| 15 dicembre 2013 Palazzetto dello Sport Zayarthiri, Naypyidaw Durata: ? - Spettatori: ? | Vietnam    | 3 - 0 | Indonesia  | 25-13, 25-14, 25-23        |
| 16 dicembre 2013 Palazzetto dello Sport Zayarthiri, Naypyidaw Durata: ? - Spettatori: ? | Thailandia | 3 - 0 | Vietnam    | 25-18, 25-16, 25-22        |
| 16 dicembre 2013 Palazzetto dello Sport Zayarthiri, Naypyidaw Durata: ? - Spettatori: ? | Indonesia  | 3 - 1 | Birmania   | 25-13, 20-25, 25-17, 25-15 |
| 17 dicembre 2013 Palazzetto dello Sport Zayarthiri, Naypyidaw Durata: ? - Spettatori: ? | Malaysia   | 0 - 3 | Vietnam    | 9-25, 10-25, 12-25         |
| 18 dicembre 2013 Palazzetto dello Sport Zayarthiri, Naypyidaw Durata: ? - Spettatori: ? | Malaysia   | 0 - 3 | Indonesia  | 13-25, 10-25, 9-25         |
| 18 dicembre 2013 Palazzetto dello Sport Zayarthiri, Naypyidaw Durata: ? - Spettatori: ? | Birmania   | 0 - 3 | Thailandia | 11-25, 6-25, 9-25          |
| 19 dicembre 2013 Palazzetto dello Sport Zayarthiri, Naypyidaw Durata: ? - Spettatori: ? | Indonesia  | 0 - 3 | Thailandia | 17-25, 19-25, 20-25        |

#### Classifica
| Pos. | Squadra    | Pt | G | V | P | SV | SP | Ratio | PF  | PS  | Ratio |
| ---- | ---------- | -- | - | - | - | -- | -- | ----- | --- | --- | ----- |
| 1.   | Thailandia | 12 | 4 | 4 | 0 | 12 | 0  | MAX   | 300 | 168 | 1,785 |
| 2.   | Vietnam    | 9  | 4 | 3 | 1 | 9  | 3  | 3,000 | 281 | 193 | 1,455 |
| 3.   | Indonesia  | 6  | 4 | 2 | 2 | 6  | 7  | 0,857 | 276 | 252 | 1,095 |
| 4.   | Birmania   | 3  | 4 | 1 | 3 | 4  | 12 | 0,333 | 208 | 301 | 0,691 |
| 4.   | Malaysia   | 0  | 4 | 0 | 4 | 0  | 12 | 0,000 | 149 | 300 | 0,496 |

      Qualificata alla finale per il primo posto.
      Qualificata alla finale per il terzo posto.

### Finale 3º posto
| 20 dicembre 2013 Palazzetto dello Sport Zayarthiri, Naypyidaw Durata: ? - Spettatori: ? | Indonesia | 3 - 0 | Birmania | 25-12, 25-15, 25-15 |

### Finale
| 21 dicembre 2013 Palazzetto dello Sport Zayarthiri, Naypyidaw Durata: ? - Spettatori: ? | Thailandia | 3 - 0 | Vietnam | 25-16, 25-20, 25-18 |

## Podio

### Campione
Formazione: Buakaew, Pannoy, Nuekjang, Thinkaow, Sittirak, Apinyapong, Hyapha, Chaisri, Tomkom, Kanthong, Guedpard, Kongyot, CT: Radchatagriengkai

## Classifica finale
| Pos | Squadra    |
| --- | ---------- |
|     | Thailandia |
|     | Vietnam    |
|     | Indonesia  |
| 4   | Birmania   |
| 5   | Malaysia   |